# Barshi
Barshi, est une ville et un conseil municipal du district de Solapur dans l'État indien du Maharashtra. Lors du recensement de l'Inde de 2011, sa population s'élève à 118 722 habitants.